# 페니 전지

구리-아연 볼타 전지

페니 전지(영어: Penny battery)는 기존 볼타 전지의 금속 원반(페니)으로 다양한 주화를 사용하는 볼타 전지이다. 동전들은 전해질이 스며든 종이 조각들 사이에 쌓여 있다(오른쪽 그림 참조). 페니 전지 실험은 교육 환경에서 전기화학 단원에서 흔히 이루어진다.
페니 전지의 각 화학 전지는 최대 0.8 볼트를 생산할 수 있으며, 더 높은 전압을 생산하기 위해 여러 개를 함께 쌓을 수 있다. 이 전지는 습전지이므로 전해질이 증발하면 효율성이 감소한다.

## 주화 선택
이름에서 알 수 있듯이 1997년부터 1999년까지의 캐나다 페니는 아연 전극으로, 1942년부터 1996년까지의 페니는 구리로 사용될 수 있다. 또는 1982년 이후의 미국 페니는 아연 전극으로, 1944년부터 1982년까지의 페니는 구리 전극으로 사용될 수 있다. 다양한 다른 주화도 사용될 수 있으며, 결과는 달라질 수 있다.

## 에너지
전지는 매트보드(전해질)의 산과 상호작용하는 두 금속(전극)의 화학 에너지를 전기 에너지로 변환한다. 이 상황에서 금속 표면은 전극 역할을 하며, 와이어가 두 금속 표면을 연결할 때 전류(전자가 한 금속에서 다른 금속으로 이동)가 생성된다. 첫 한 시간 동안, 5개의 셀로 구성된 페니 전지는 약 5×10−4 와트를 제공할 수 있다. 각 셀은 아연 페니, 매트보드, 구리 페니가 쌓인 것으로 정의된다. 각 셀은 약 0.6 볼트를 제공할 수 있다. 이는 1.7볼트를 필요로 하는 LED 조명을 켜기 위해 단 3개의 셀만 사용하면 된다는 것을 나타낸다. 시간이 지남에 따라 전지가 제공할 수 있는 에너지의 양은 감소한다. 5개의 셀로 구성된 페니 전지는 최소한의 전압을 제공하면서 6+1⁄2 시간까지 지속될 수 있다. 셀 더미는 볼타 전지라고도 알려져 있다.

## 화학
페니 전지는 표준 볼타 전지로 작동하며, 아연과 산 사이의 산화·환원 반응에 의해 구동된다. 아연은 구리보다 반응성이 높기 때문에 전자는 아연에서 구리로 전해질 용액을 통해 흐른다. 산은 양전하를 띤 수소 이온을 방출하고, 이 이온은 전자와 결합하여 대기 중으로 방출되는 수소 기체를 형성한다. 기체 방출은 엔트로피의 큰 증가와 일치하며, 반응을 비가역적으로 만든다.
반응은 셀의 다른 영역에서 두 개의 개별 반응으로, 또는 하나의 전체 반응으로 쓸 수 있다. 여기에 표시된 반응은 아세트산을 사용하지만, 다양한 다른 산도 사용할 수 있다.
양극에서의 반응Zn(s) → Zn2+
(aq) + 2e−
전해질 용액에서의 반응2CH
3COOH(aq) + 2e− → 2CH
3COO−
(aq) + H
2(g)
전체 반응Zn(s) + 2CH
3COOH(aq) → Zn2+
(aq) + 2CH
3COO−
(aq) + H
2(g)

### 흔한 오해
종종 유사한 재료로 만들어지더라도, 이것은 갈바니 전지를 작동시키는 메커니즘과 동일하지 않다. 두 가지 유형의 전지 모두 산을 전해질로, 구리를 음극으로, 아연을 양극이자 산화될 물질로 사용할 수 있다. 그러나 이들은 다른 물질을 환원시킨다. 볼타 전지는 산을 환원시키고, 갈바니 전지는 구리를 환원시킨다. 이는 갈바니 전지가 용해된 구리 이온을 포함하고 있기 때문이며, 이 이온은 환원되어 더 안정한 구리 금속을 형성할 수 있다. 페니 전지와 같은 볼타 전지는 모든 금속이 고체 형태로 시작하므로, 환원될 수 있는 용해된 구리 이온을 포함하지 않는다.

## 같이 보기
- 배터리 종류 목록